# Rufino Santos
Rufino Jiao Santos (Guagua, 26 augustus 1908 - Manilla, 3 september 1973) was een Filipijnse kardinaal en rooms-katholieke aartsbisschop van Manilla.

## Carrière
Santos werd tot priester gewijd op 25 oktober 1931. Na de Tweede Wereldoorlog werd hij op 25 augustus benoemd tot hulpbisschop van het aartsbisdom van Manilla en titulair bisschop van Barca. Op 10 december 1951 werd Santos benoemd als vicaris van het Filipijns militair vicariaat. Twee jaar later, op 10 februari 1953 werd hij benoemd als opvolger van Gabriel Reyes. Hij werd daarmee de tweede Filipijnse aartsbisschop van Manilla. In 1960 werd Santos door paus Johannes XXIII tot kardinaal-priester verheven. De Santa Maria ai Monti werd zijn titelkerk..
Kardinaal Santos initieerde tijdens zijn periode als aartsbisschop van Manilla de oprichting van Catholic Charities (nu bekendstaand als Caritas Manila). Deze organisatie organiseert sociale bijstand voor minder bedeelden en houdt zich bezig met sociale ontwikkeling binnen de regio Metro Manilla. Ook zette Santos zich in voor de reconstructie van St. Paul Hospital (nu het Cardinal Santos Medical Center), dat was opgericht door de Maryknoll Sisters en zwaar beschadigd was geraakt als gevolg van zwaar Amerikaans artillerievuur in de Tweede Wereldoorlog. Hij stelde ook de Philippine Trust Company en de Catholic Travel Office opnieuw in. Gedurende zijn termijn werd de Kathedraal van Manilla, die ook beschadigd was tijdens de oorlog, opnieuw opgebouwd. Tijdens zijn termijn vond ook het eerste pauselijke bezoek (door paus Paulus VI)) uit de geschiedenis van de Filipijnen plaats.